# Olomouc-Hejčín (železniční zastávka)
Olomouc-Hejčín je železniční zastávka v Olomouci v Olomouckém kraji. Je součástí neelektrizované jednokolejné železniční trati Olomouc – Senice na Hané – Prostějov. Leží v km 4,7 mezi stanicemi Olomouc-Nová Ulice a Olomouc-Řepčín. Zastávku obsluhují pravidelné osobní vlaky Českých drah linky M4 s intervalem 60 minut v pracovních dnech a 120 minut ve dnech pracovního klidu v obou směrech (tzn. ve směru Olomouc hl. n. a Senice na Hané, Drahanovice či Prostějov).

## Historie
Zastávka leží na trati, která byla vystavěna v letech 1882–1883 a vedla z Olomouce do Čelechovic na Hané. Plnohodnotný provoz na trati byl zahájen 1. července roku 1883. Zastávka v Hejčíně byla zřízena roku 1933. V roce 1971 byla zastávka zrušena, protože byla lokalita dobře obsluhována městskými autobusy. K obnovení došlo v osmdesátých letech a zpočátku byla využívána pouze „školními“ vlaky, které zde zastavovaly jen o všedních dnech ve školní rok.

## Popis
Zastávka je zařazena do Integrovaného dopravního systému Olomouckého kraje. Stav zastávky je výsledkem modernizace, ke které došlo v roce 2022. Přistoupilo se ke kompletní přestavbě jediného nástupiště, které nyní s výškou hrany 550 mm nad traťovou kolejí zajišťuje bezbariérový přístup. Pro cestující je k dispozici přístřešek, který byl v rámci rekonstrukce modernizován a rozšířen. Na místě není možné zakoupit jízdenku a k odbavení cestujících dochází ve vlaku.

## Poloha
Zastávka leží v olomoucké čtvrti Hejčín na ulici Na Trati nedaleko křižovatky s Tomkovou a Erenburgovou ulicí. V těsné blízkosti zastávky se nachází železniční přejezd bez závor P7612, který prošel rekonstrukcí v říjnu 2022 společně se zastávkou. V blízkosti stanice stojí několik vzdělávacích institucí, mezi nimi Gymnázium Olomouc-Hejčín; SŠ, ZŠ a MŠ prof. V. Vejdovského nebo kampus základní, mateřské a od roku 2021 i střední waldorfské školy.
Přímo na ulici Na Trati se nachází stejnojmenná zastávka autobusů. Odjíždějí odtud jak městské autobusy 10, 12 a 20, tak i příměstské linky 302 a 392.

## Galerie

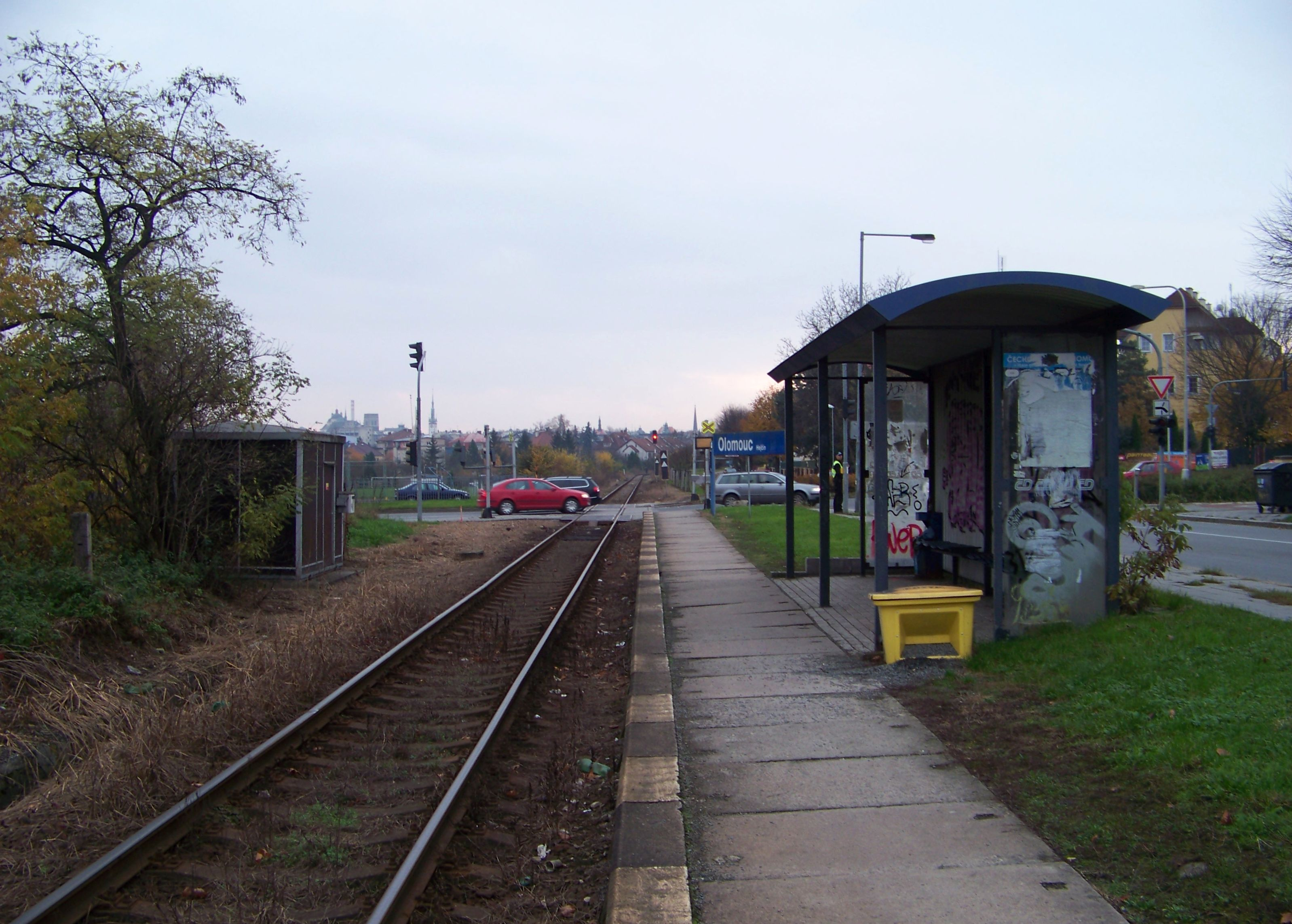
Vzhled zastávky před rekonstrukcí (2014)
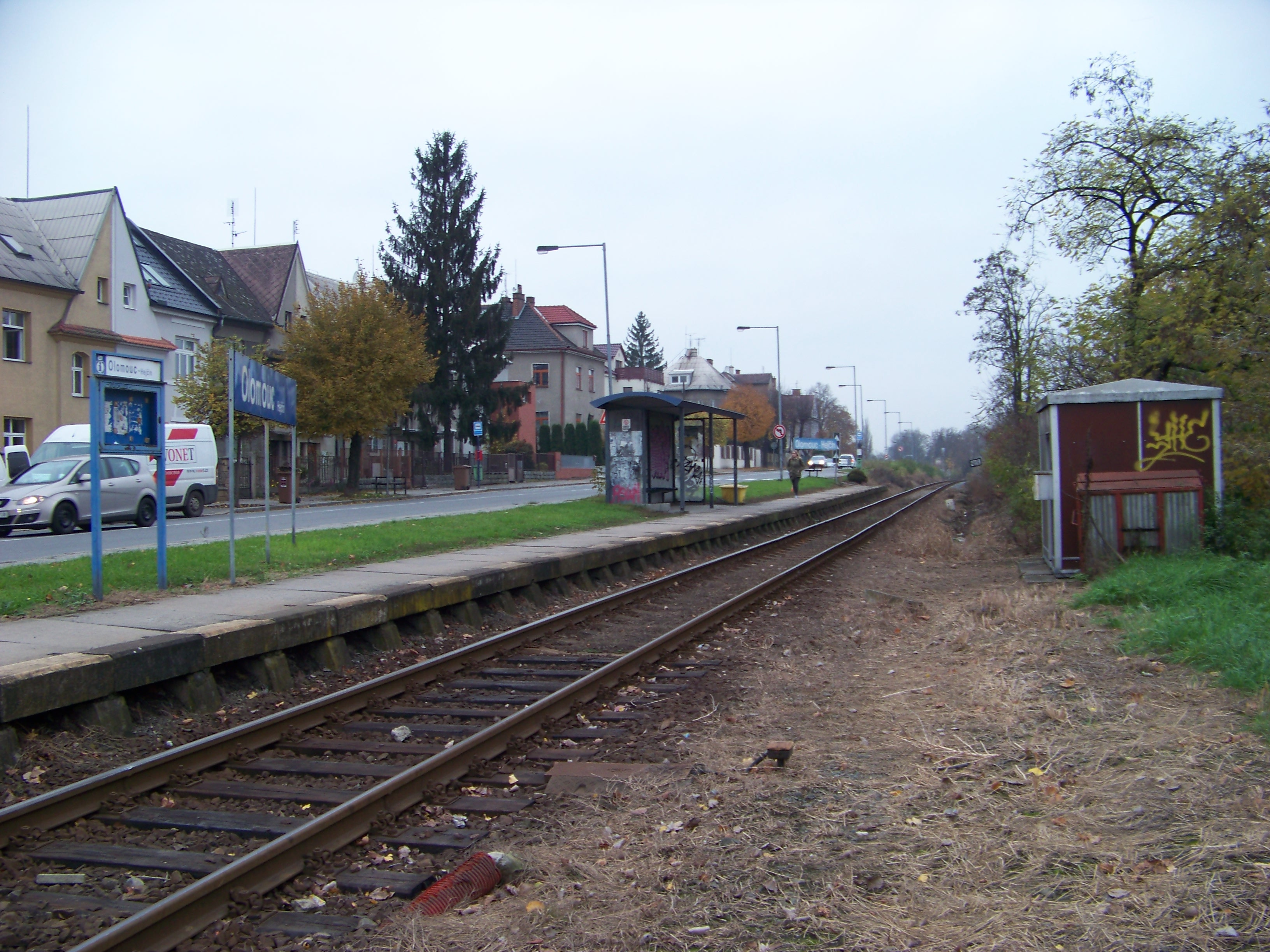
Pohled na zastávku od přejezdu
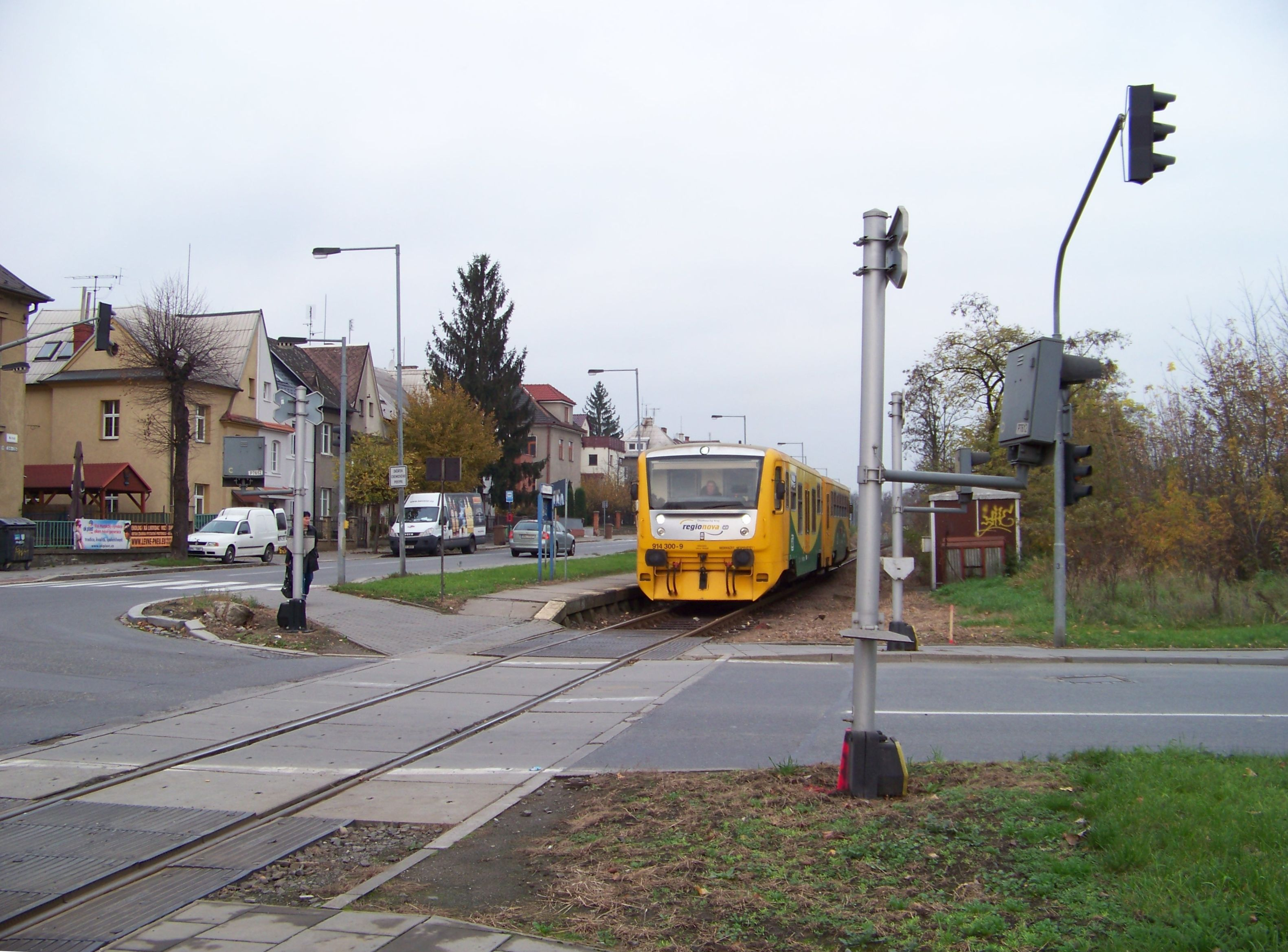
Motorová jednotka 814 stojí v zastávce Olomouc-Hejčín.
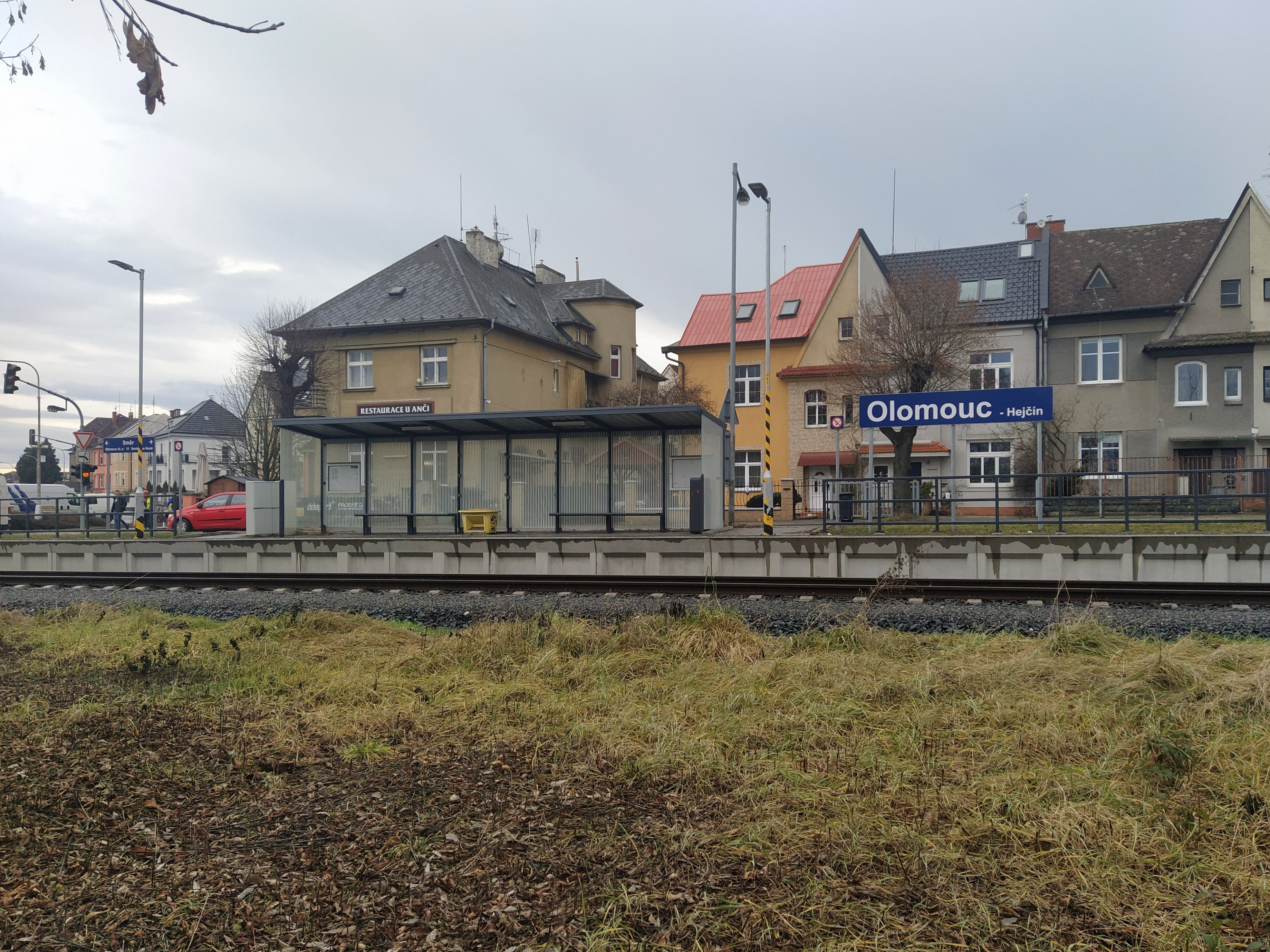
Pohled na zastávku z druhé strany trati
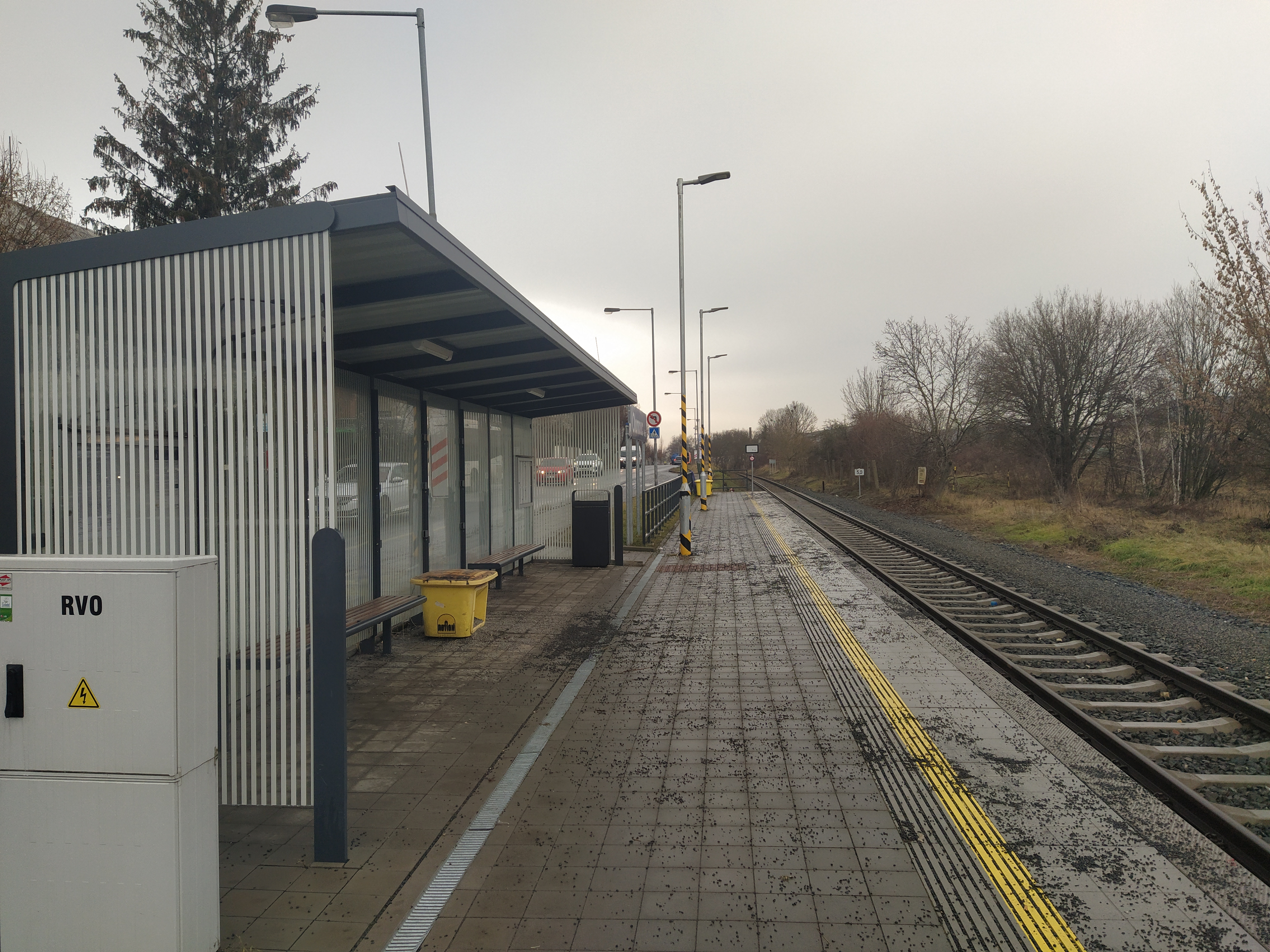
Pohled na nástupiště s přístřeškem